# Slava Cercheză, Tulcea
Slava Cercheză este satul de reședință al comunei cu același nume din județul Tulcea, Dobrogea, România.
 Acest articol despre o localitate din județul Tulcea este deocamdată un ciot. Puteți ajuta Wikipedia prin completarea lui.